# Giorgio Morandi

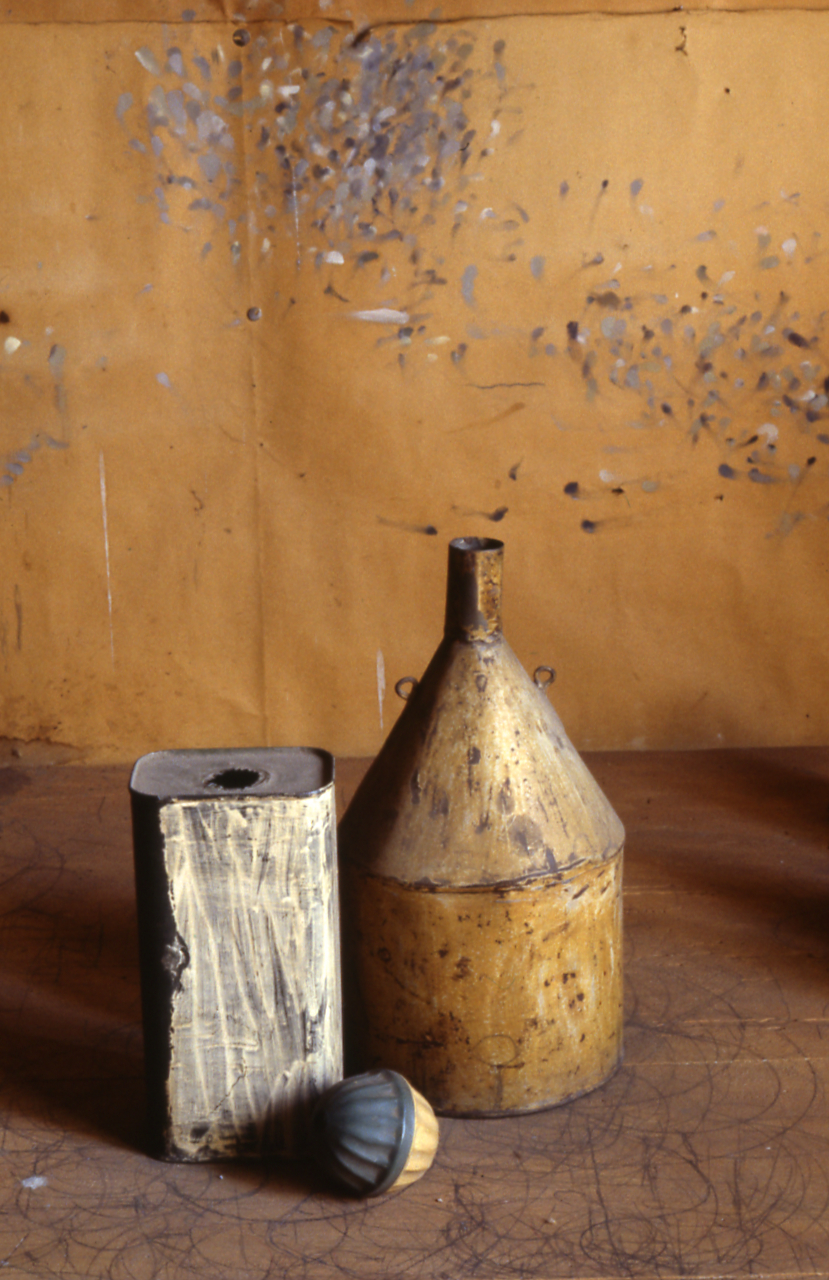
Opstelling in Morandi's atelier. Het is dus geen kunstwerk van Morandi.

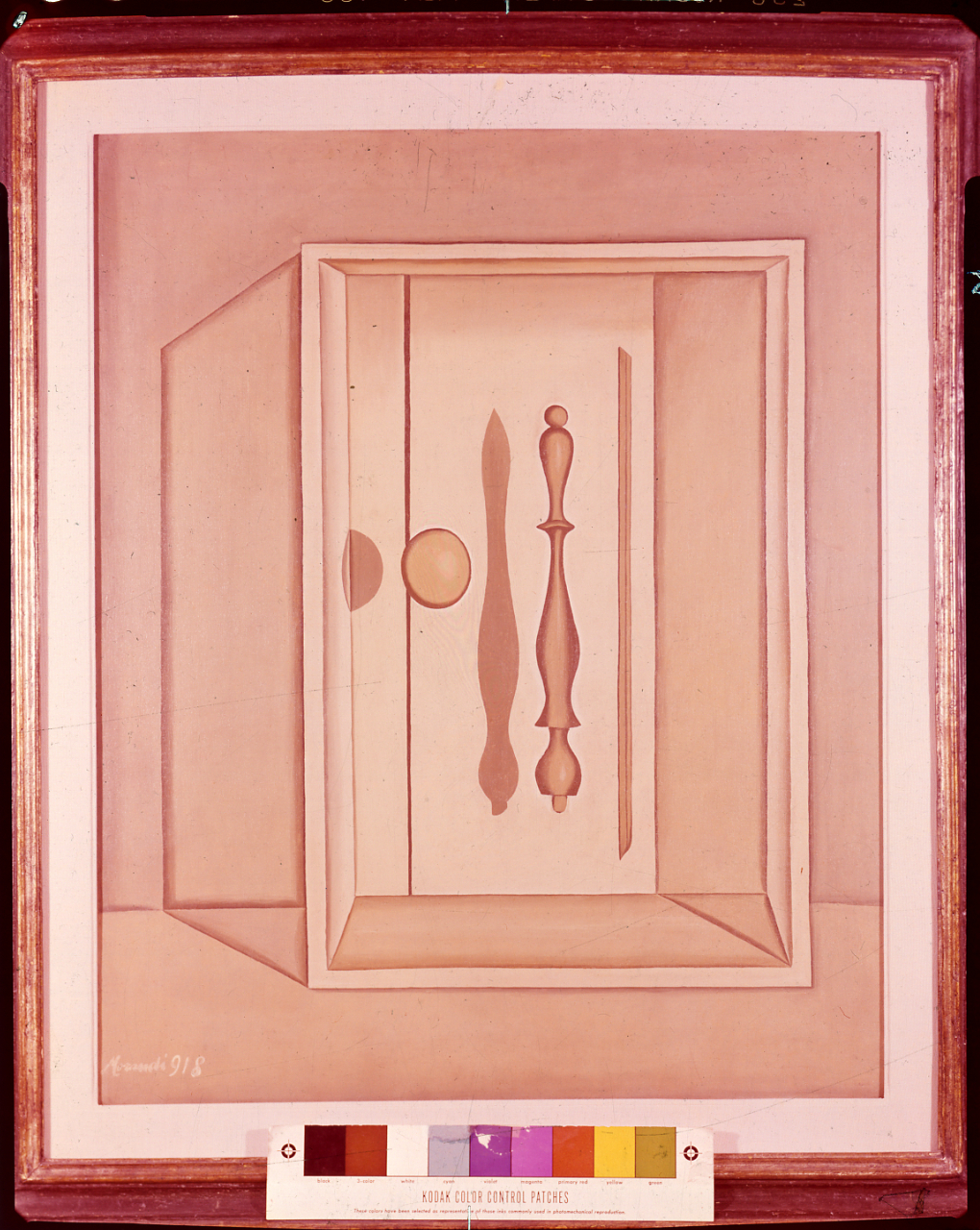
Uit documentatie over Morandi's werk

Giorgio Morandi (Bologna, 20 juli 1890 - aldaar, 18 juni 1964) was een Italiaans schilder, tekenaar en etser. Hij was gespecialiseerd in stillevens. In 1957 won hij de Grote Prijs op de Biënnale van São Paulo.

## Levensloop
De vader van Morandi, Andrea Morandi, was een succesvol zakenman en wilde dat Morandi hetzelfde beroep zou kiezen. Zijn moeder, Maria Maccaferri Morandi, steunde de keus van Morandi om een opleiding te volgen aan de Accademia di Belle Arti e Liceo Artistico, de kunstacademie in Bologna. Morandi begon daar op 17-jarige leeftijd en studeerde af in 1913. In 1909 overleed zijn vader aan een hartaanval. Zijn moeder overleed in 1950.
Morandi leefde zijn hele leven in Bologna en bleef vrijgezel. Hij woonde op drie locaties. Kort aan de Via delle Lame 57, wat langer aan de Via Avesella en ten slotte 55 jaar aan de Via Fondazza 36, waar hij ook zijn atelier had. Morandi sliep in zijn atelier en woonde samen met zijn ongehuwde zussen, Anna, Dina en Maria Teresa. Morandi had ook een broer, Giuseppe, die in 1902 op 9-jarige leeftijd overleed.
In 1915 diende hij kort in het Italiaanse leger, maar hij kreeg daar na een paar maanden een zenuwinzinking en werd ontslagen.
Vanaf 1913 bracht hij vele jaren de zomervakantie door in de heuvels van de Noord-Italiaanse regio Emilia Romagna, in de plaats Grizzana. Het gezin Morandi betrok daar eerst elk jaar een huis van de familie Veggetti. Dat huis werd ernstig beschadigd tijdens de Tweede Wereldoorlog, waardoor het gezin in de zomer in Bologna moest blijven. In 1959 liet hij in Grizzana zelf een eenvoudig huis bouwen, tegenover Casa Veggetti. In Grizzana maakte hij vele van zijn landschapsschilderijen.
In de jaren twintig ontmoet Morandi Giorgio de Chirico en Carlo Carrà. Hij sluit zich kort aan bij hun beweging, “pintura metafisica”, maar keert snel daarna terug naar zijn eigen stijl.
In 1928 publiceerde Morandi een korte autobiografie, waarin hij aangaf het Fascisme aan te hangen. Ook betuigde hij steun aan de Strapaese-beweging. In 1943 zat hij kort gevangen, omdat hij omging met anti-fascisten. Na de oorlog liet hij zich nooit meer over politieke kwesties uit.
Pas aan het eind van de jaren 50 werd Morandi een bekend schilder. Tot 1930 verdiende hij zijn brood als docent aan basisscholen. In 1930 werd hij docent etsen aan de Accademia di Belle Arti, tot zijn pensioen in 1956.
Verder reisde hij erg weinig. Hij bezocht zes grote steden in Italië, voornamelijk om Wereldtentoonstellingen en andere exposities te bezoeken. Tijdens een reis naar Winterthur kreeg hij al snel heimwee.
Gedurende zijn leven schilderde Morandi meer dan 600 doeken.

## Na zijn overlijden
In 1994 vermaakte de langst levende zuster van Morandi, Maria Teresa de collectie van haar broer en het huis aan de gemeente Bologna. Na een aardbeving werd zijn werk overgebracht naar het MAMbo museum.

## Stijl
Zelf zegt Morandi Giotto, Masaccio, Piero della Francesa, Bellini, Titiaan, Chardin, Corot, Renoir en Cézanne als leermeester te zien, en hij bestudeerde hun werk uitvoerig.
Ondanks deze voorgangers is de stijl van Morandi snel herkenbaar, omdat hij zich vrij onafhankelijk heeft ontwikkeld. De subtiele stijl van Morandi ziet men vooral goed in de stillevens van kruiken, vazen en flessen door het beperkt aantal kleuren dat hij gebruikte. Daarbij gebruikte hij vaak dezelfde voorwerpen opnieuw, in een andere rangschikking. Deze stillevens zijn ook de bekendste werken van zijn hand. De stillevens uit de jaren veertig en vijftig bestaan uit veel, dicht naast elkaar geplaatste verticale vormen, die vaak aan de bovenzijde zijn uitgelijnd. De onderwerpen staan meestal op ooghoogte. Het verfgebruik laat vrijwel geen glans in de objecten zien, alles is mat en lijkt wel stoffig. Soms schilderde Morandi zijn objecten mat wit. De stillevens zijn relatief klein, gemiddeld 30 bij 45 cm.
Daarnaast schilderde hij talrijke landschappen en bloemen, maar buiten Italië is dat werk weinig bekend.
De dichter Roland Jooris, destijds conservator van het Roger Raveelmuseum, duidde Morandi's werk aan als autonoom schilderen en schreef in 2003: 
Zijn dagen sleet hij door een aantal doordeweekse voorwerpen telkens opnieuw bij elkaar te zetten, in wisselende verhoudingen, op zoek naar een altijd maar grotere plastische densiteit, naar het mysterie van hun samenhang.
In zijn contemplerende penseelvoering en stofopbreng is de stoffelijkheid van zijn uitgangspunt puur schilderen geworden. […] Zelfs in de factuur van zijn landschappen schuilt de geest van zijn stillevens.
Door Morandi's onafhankelijkheid waren zijn overgangen van stijlen vrij ruw. In 1914 is er duidelijk sprake van het futurisme in zijn werken. Vanaf 1915, toen hij ook kort in het Italiaanse leger diende, zijn de stijlen van Paul Cézanne en Henri Rousseau duidelijk zichtbaar in zijn werken. Tussen 1918 en 1922 begeeft zijn werk zich in de kunstrichting pittura metafisica, die het tegenovergestelde was van het eerdere futurisme. Hoewel deze kunstbeweging in het begin van 1921 een stille dood was gestorven, bleef Morandi wat langer in deze stijl schilderen. Daarna vormde hij deze stijl om naar het subtiele schilderwerk en vooral ook etswerk. Hij liet zich daarbij inspireren door onder meer Rembrandt en in 2006 werd in het Morandi-museum in Bologna een tentoonstelling aan de relatie tussen de twee kunstenaars gewijd, getiteld 'Rembrandt and Morandi. The changing dances of engraved signs'. Morandi bezat vijf etsen van Rembrandt.

## Bekendheid
Het is vooral buiten Italië dat hij dan bekend en geroemd wordt. Het museum in zijn geboorteplaats Bologna toont ook een reconstructie van zijn atelier. Dit atelier, aan de via Fondazza in Bologna, lag aan een groot binnenhof. Vanaf 1955 maakte Morandi minstens tien schilderijen van dit binnenhof, steeds met kleine variaties. Deze variaties op een thema zijn kenmerkend voor Morandi. Ook in zijn stillevens worden de voorwerpen steeds iets anders gerangschikt.

## Solotentoonstellingen
- 7 juni tot 22 september 2013: Paleis voor Schone Kunsten (Brussel) - met guest artist Luc Tuymans
- 24 februari t/m 10 juni 2018: Museum Belvédère, Heerenveen.[6]

## Werk in openbare collecties (selectie)
- Gemeentemuseum Den Haag
- Museum Boijmans Van Beuningen, Rotterdam[7]
- Museo Morandi, Bologna
- Stedelijk Museum Amsterdam

## Wetenswaardigheden
- Op het nachtkastje van Morandi lag het in 1933 verschenen boek Saper Vedere ("Kunnen zien") van Matteo Marangoni.[1]
- Morandi was kettingroker en rookte vijf sigaretten per uur.[1]
- Morandi was erg lang voor een Italiaan, hij was 1,90 m.[1]
- De gemeente Grizzana kreeg in 1985 de toevoeging 'Morandi', als eerbetoon aan Morandi, die vanaf 1913 elk jaar zijn zomervakantie hier doorbracht.